# José María Díaz Sanjurjo
Svatý José María Díaz Sanjurjo (25. října 1818 – 20. července 1857 Nam Định, Vietnam) byl španělský dominikánský biskup a misionář, který od roku 1845 působil ve Vietnamu.
Byl titulárním biskupem platajským (od 1848), apoštolským vikářem spolusprávcem (1848-1852) a následně až do smrti apoštolským vikářem apoštolského vikariátu Ton-Kin Centralis. Jeho světitelem byl sv. Jerónimo Hermosilla.
Zemřel jako oběť pronásledování křesťanů za vlády císaře Tự Đức. Jeho památku si katolická církev připomíná v rámci památky 117 vietnamských mučedníků 24. listopadu.